# 金沢碧
金沢 碧（かなざわ みどり、1953年11月27日 - ）は、日本の俳優。本名：金沢 みどり。埼玉県川口市出身。身長164cm（1976年2月）。

## 人物・略歴
兄・姉がいる末っ子。高校の文化祭では舞台の裏方をやったぐらいで、芸能界には全く興味がなく、東京家政学院高等学校卒業後、精神科医を目指していた。二浪する間に疲れて、友人からオーディションを勧められ、気分転換に参加しスカウトされ、精神科医は断念。サラリーマンの父は芸能界入りに猛反対したが、自身で「わがままで我が強い」という性格から、かえって闘志に火がつき、「自分の力が一番よく分かる世界じゃないか」と無関心だった芸能界入りする決意を固める、その後、語学を勉強している時にテレビドラマ『北都物語』（1975年）のオーディションを受けて5000人の中で合格し、ヒロイン・布部絵梨子役でデビューした。日比谷スタジオで1975年1月にあった製作発表会見では「恋愛も演技もまだ経験はありません」「芸能界に一生を懸けるという肩肘張った気持ちで仕事をやりたくない。もしダメだったら、自分の人生を考えるという柔軟な姿勢で」などと述べた。森開逞次プロデューサーは、金沢選出の理由について「インテリジェンスとフォトジェニックな容姿が魅力です。アングルによって表情は色々変わるというのもいい」などと評した。
同年『東京湾炎上』で映画初出演。同作品ではベッドシーンにも挑んだ。『俺たちの旅』でのカースケ（中村雅俊）に想いを寄せるヨーコ役で人気を博す。
本名のみどりに「碧」の字をあてて芸名にしたのは、「小学生時代の習字の先生がよくこの字を使っていたことで自分も気に入って、中学生時代から手紙を出す時などには自分の名前に碧の字を使っていた」からだったという。
1997年に文化庁新進芸術家海外派遣制度によりイギリスに留学。
後年、放送大学に入学、同教養学部教養学科人間の探究専攻卒業、放送大学大学院文化科学研究科修士課程修了。
一般社団法人映像コンテンツ権利処理機構では、連絡先を求めている。

## 出演

### 映画
- 東京湾炎上（1975年、東宝） - 未知子[8]
- 日本の首領 野望篇（1977年、東映）- 三浦かおる
- 炎の舞（1978年、東宝）- 野原泰子
- ウォータームーン（1989年、東映）- 二宮亮子
- 仔鹿物語（1991年、にっかつ）- 谷木栄子
- 一杯のかけそば（1992年、東映） - 金持の母
- Dolls（2002年、松竹） - 松本の母
- チルソクの夏（2004年） - 郁子の母

### テレビ作品
- 北都物語-絵梨子のとき-（1975年、YTV） - 布部絵梨子
- 俺たちの勲章 第11話「鞄を持った女」（1975年、NTV） - 立花真弓
- 俺たちの旅（1975年、NTV） - 山下洋子
  - 俺たちの旅 十年目の再会（1985年）
  - 俺たちの旅 二十年目の選択 （1995年）
- 太陽にほえろ! （NTV / 東宝）
  - 第165話「回転木馬の女」（1975年） - 中原菊枝
  - 第230話「ピアノソナタ」（1976年） - 小暮裕子
  - 太陽にほえろ!PART2 第1話「悪魔のような女」（1986年） - 三森桐子
- 冬の陽（1975年、YTV） - 原作：渡辺淳一『ダブルハート』
- 隠し目付参上 第16話「怪談 濡れた死美女はすすり泣いたか」（1976年、MBS） - お琴
- 少年ドラマシリーズ「兎の眼」（1976年、NHK総合） - 小谷芙美（主演）
- 事件(秘)お料理法（1977年、KTV） - 松本弓子（主演）
- かあさん堂々（1977年、TBS）
- 新・夜明けの刑事 第11話「弟よ!殺さないで」（1977年、TBS）
- まひる野（1977年 - 1978年、CX）
- 達磨大助事件帳 第1話「唄祭り姉妹しぐれ」（1977年、ANB / 前進座 / 国際放映） - お葉
- 同心部屋御用帳 江戸の旋風第3シリーズ 第42話「不運な出会い」（1978年、CX / 東宝）
- またまたどうなってるの（1978年、KTV / 宝塚映画）
- 水戸黄門（TBS / C.A.L）
  - 第10部 第12話「身ぐるみ剥がれた御老公 -津-」（1979年10月29日） - おとよ 役
  - 第11部 第26話「一陽来復水戸の春 -岩槻・水戸-」（1981年2月9日） - せつ 役
  - 第16部 第13話「想い叶えた愛の組紐 -膳所-」（1986年7月21日） - 菊江 役
  - 第25部 第4話「漉いて好かれた三島暦 -三島-」（1997年1月13日） - お縫 役
- 暴れん坊将軍シリーズ（ANB / 東映）
  - 吉宗評判記 暴れん坊将軍
    - 第16話「対決! 花の吉原」（1978年） - 花里
    - 第130話「幼なじみは大奥の女」（1980年） - お澄

  - 暴れん坊将軍II
    - 第9話「女泣かせの付けぼくろ」（1983年） - おすみ 役
    - 第96話「母も切ない、鬼は外!」（1985年） - おとき 役
    - 第157話「悲しい嘘に惚れた奴!」（1986年） - おもん 役
- 大都会 PARTIII（1978年、NTV） - 戸倉綾子
- 明日の刑事 第51話「結婚式で殺人が……」（1978年、TBS）
- 土曜ワイド劇場（ANB）
  - 新春推理シリーズ1 宝石の美女 江戸川乱歩の「白髪鬼」（1979年）
  - 松本清張の種族同盟「湖上の偽装殺人事件」（1979年） - 岡橋由基子 役
  - 映画村殺人事件 愛の邪魔ものを消せ!（1980年、ABC）
  - 鏡地獄の美女 江戸川乱歩の「影男」（1981年） - 速水美代子 役
  - 松本清張の山峡の章「みちのく偽装心中」（1981年）
  - 二人の妻をもつ男 殺人証明（1982年）
  - 団地妻のさけび 結婚五年目の破局! セールスマンに抱かれた私…（1983年）
  - 温かい死体 新婚夫婦が仕組んだ完全犯罪 生きてる夫が火葬された（1984年）
  - 家政婦は見た!2 エリート家族の浮気の秘密 みだれて…（1984年）
  - 整形復顔の花嫁 すりかわった女が偽装結婚!（1984年）
  - 探偵・神津恭介の殺人推理2「影なき女」密室で真犯人を（1985年）
  - 京都殺人案内11「美人社長誘拐さる!」（1985年、ABC）
  - 松本清張の黒い樹海「京都密会の旅殺人事件」（1986年） - 笠原信子 役
  - 探偵・神津恭介の殺人推理4「初夜に消えた花嫁」（1986年）
  - うわさの派遣女秘書（1987年）
  - 西村京太郎トラベルミステリー「みちのく湯けむり殺意の旅」（1987年）
  - 辻真先の婚約旅行殺人事件シリーズ5「九州婚約旅行殺人事件」（1988年）
  - 京都西陣殺人事件 匂い袋の謎と茶室の密室トリック（1988年）
  - 京都着17時11分 東海道新幹線の女（1989年）
  - セールスレディ連続殺人事件（1991年、ABC）
  - 西村京太郎トラベルミステリー21「上信越、湯煙り殺人ルート」（1992年）
  - 博多発10時43分 長崎本線の女 「かもめ」エキスプレスに同時殺人トリック（1992年）
  - 家政婦は見た!11 いのちを張った好奇心、秋子が惚れた極道の危険な秘密（1992年）
  - 森村誠一の完全犯罪の使者「伊良湖、恋路ヶ浜に浮かんだ二つの死体!」（1993年）
  - 消えた身代金 名門一族を襲う誘拐殺人（1994年、ABC）
  - 家政婦は見た! ファイナル（2008年7月12日） - 松沢茜
  - 再捜査刑事・片岡悠介3「ワイナリー連続殺人」（2012年） - 兵藤みどり 役
- 銀河テレビ小説「女の遺産」（1979年、NHK総合） - 長女 あや子
- ゴールデン劇場 「流氷の詩」（1979年、ANB）
- 噂の女（1979年、CBC） - ヒロイン 美鈴
- あさひが丘の大統領（1979年、NTV） - 今井しのぶ
- 柳生一族の陰謀 第20話「花の吉原で何かが起きる?」（1979年、KTV） - 薫太夫
- 旅がらす事件帖 第6話「流転の女・別れ雨」（1980年、KTV） - はま
- 特捜最前線 第200話「ローマ→パリ縦断捜査!」、第201話「ローマ→パリ縦断捜査II!」（1981年、ANB）
- 御宿かわせみ 第20話「宵節句」（1981年、NHK総合）
- 銭形平次（CX / 東映）
  - 第781話「万七親子が夢見た女」（1981年） - およう
  - 第856話「一度は捨てた夢」（1983年） - おこう
  - 第883話「盗まれた殺人計画」（1984年） - おゆう
- 秘密のデカちゃん 第21話「ナヌ! 夫婦でダブル見合いだと?!」（1981年、TBS） - 大日向さなえ
- 横浜米軍機墜落事件（1981年、ANB）
- 平岩弓枝ドラマシリーズ「女たちの海峡」（1981年、CX）
- 美しい悪魔たち（1981年、ANB） - 和子
- ポーラテレビ小説「女・かけこみ寺」（1982年、TBS） - おはる
- ゴールデンワイド劇場「モンタージュ写真の謎」（1982年、ANB）
- 斬り捨て御免! III（1982年、TX） - 小蝶
- 木曜ゴールデンドラマ（YTV）
  - 家族それぞれの殺意!（1982年）
  - 許せ愛しき妻よ（1984年）
  - 遺産戦争（1984年）
  - 月の愛（1985年）
  - 危険な関係（1987年）
- Gメン'82 第3話「奥様族の密室殺人」（1982年、TBS） - クリーニング店店主夫人・楠木良江
- 執念 〜愛の天使マザーテレサと心〜（1982年、SUN） - 文化庁芸術祭参加作品
- 大岡越前（TBS / C.A.L）
  - 第6部 第18話「幽霊屋敷を訪ねた女」（1982年7月5日） - おとき
  - 第7部 第13話「目撃者はお高祖頭巾の女」（1983年7月18日） - さわ
  - 第8部 第3話「殺しの依頼は能面の女」（1984年7月30日） - 藤枝美鈴
  - 第9部 第14話「奉行に似ていた復讐鬼」（1986年1月27日） - 香苗
- 新・女捜査官 第4話「秘密の夜はを買う美人女医」（1983年、ABC）
- 大奥 第12話「見ざる言わざる聞かざる」（1983年、KTV） - 浜路
- 大江戸捜査網（TX / 三船プロ）
  - 大江戸捜査網 第617話「二万両が舞う 十蔵花嫁騒動」（1983年） - おしの
  - 新大江戸捜査網 第643話「からくり極悪絵図」（1984年） - お京
- ザ・サスペンス（TBS）
  - あるフィルムの背景（1983年）
  - 宣告（1984年）
- サントリーミステリー大賞「虹へ、アヴァンチュール 日本縦断連続殺人大富豪の謎」（1983年、ABC）
- 遠山の金さん 第1シリーズ（ANB / 東映）
  - 第79話「飛燕の張り竹・女染め師お貞!」（1983年）
  - 第114話「愛か死か! 美しき女囚の脱走」（1984年）
- 夫婦ねずみ今夜が勝負!（1984年、TX）
- 事件記者チャボ! 第9話「おかしな、おかしなチャボの初夢」（1984年、NTV）
- 火曜サスペンス劇場（NTV）
  - 冷ややかな情死（1984年、国際放映）
  - 遅すぎた手紙（1984年）
  - 名無しの探偵シリーズ5・殺意のデッサン（1989年2月、スタッフアズバーズ）
  - 女弁護士 高林鮎子7・早春四国路殺人事件（1990年3月、東映）
  - 森村誠一サスペンス「音」（1992年）
  - フルムーン旅情ミステリー7・冬の風鈴 万葉集の歌に秘めた不倫の恋…（1993年）
  - 京都金沢殺人事件シリーズ6 京都金沢花咲爺殺人事件（2004年）
- 弐十手物語 第2話「恐雨の向うから」（1984年、CX / 東映）
- 月曜ワイド劇場 「妻は霧の中で」（1984年、ANB）
- 遠山の金さん 第115話「愛か死か! 美しき女囚の脱走」（1984年、ANB）
- 暴れ九庵 第4話「せつない女、ふたり」（1984年、KTV / 東宝） - おたよ
- 長七郎江戸日記スペシャル　長七郎立つ！江戸城の対決　（1984、NTV）- ゆき
- 私鉄沿線97分署 第12話「ブタとお経とドクトルと…」（1985年、ANB） - 水谷夫人
- 恋はミステリー劇場「向田邦子新春スペシャル 冬の家族」（1985年、TBS）
- 影の軍団IV 第13話「女の呪いは悪魔の業」（1985年、KTV） - お弓
- 刑事物語'85 第17話「家庭内暴力、何が起きたのか?」（1985年、NTV）
- ガンコおやじに敬礼!（1985年、TBS）
- 誇りの報酬 第4話「飛騨高山の乱れからくり」（1985年、NTV / 東宝） - みどりの母親
- 女たちの場所（1986年、CX）
- 夏樹静子サスペンス「遺書二つ」（1986年、KTV）
- 水曜ドラマスペシャル「人妻三人密会の宿」（1986年、TBS） - OL・梅子
- 木曜ドラマストリート「あぶない課外授業 少女が知った父の秘密 16歳恐怖の初体験」（1986年、CX）
- 女と男の通り雨 雨にぬれた離婚届（1986年、ANB）
- おんな風林火山 第1話「7歳の幼な妻」 - 第5話「死を呼んだ陰謀」（1986年、TBS） - 藤野
- 金曜女のドラマスペシャル「刑事の妻の告白 罠にはまった二人の女」（1987年、CX）
- 六本木ダンディーおみやさん 第11話「15年前の恋人の出現にあわてた殺人事件」（1987年） - 村瀬美保
- 女優競演サスペンス「女と男」（1987年、KTV）
- 女性作家サスペンス「カフェオリエンタル」（1988年、KTV）
- 火曜スーパーワイド「万歳! 奇蹟の赤ちゃん出産 看護婦青春物語」（1988年、ANB）
- 土曜ドラマスペシャル「東北四大祭り殺人事件」（1988年、TBS）
- さすらい刑事旅情編（ANB）
  - 第1シリーズ 第15話（1988年）
  - 第3シリーズ 第7話（1990年）
  - 銀河スペシャル「道づれ」（1988年、NHK）
- 勝手にしやがれヘイ!ブラザー 第7話（1989年、NTV） - 田口マリ
- 月曜・女のサスペンス（TX）
  - 京都・伏見殺人事件 死を呼ぶ人形（1989年1月30日）
  - 京都・山茶花寺殺人事件（1991年）
  - 恐怖のパーティー（1992年）
- はぐれ刑事純情派 第2シリーズ 第12話「元婦人警察官の犯罪!?」（1989年、ANB） - 阿部正子
- 第7回サントリーミステリー大賞「死がお待ちかね グルメ・不倫・女の愛憎 函館殺人夜景」（1990年、ABC）
- ステキなわがままママ（1991年、TBS）
- 金田一耕助の傑作推理14「悪魔が来りて笛を吹く」（1992年、TBS）
- 子供が寝たあとで（1992年4月 - 6月、NTV） - 佐竹伊都子
- 夏の嵐!（1992年） - 村田英子
- 花王愛の劇場25周年企画「子子家庭は危機一髪」（1993年、TBS）
- SALE!（1995年、ABC）
- 影武者・織田信長（1996年、ANB / 東映） - お光
- 月曜ドラマスペシャル「一色京太郎事件ノート6・京都火祭り鬼面殺人事件」（1997年、TBS）
- レッド（2001年、CX）
- 武蔵 MUSASHI（2003年、NHK総合 大河ドラマ） - さく（柳生兵庫助の母）
- 光とともに…〜自閉症児を抱えて〜（2004年、NTV） - 西山裕子（幸子の母、光の祖母）
- NHKスペシャル「21世紀日本の課題・司法大改革 あなたは人を裁けますか」第一夜（2005年、NHK総合）
- ドラマ10「シングルマザーズ」（2012年、NHK総合） - 園長
- 月曜ゴールデン「縁側刑事・下町育ち頑固一徹な元刑事と新米警官の孫娘?」（2013年、TBS） - 小野田小春

### ラジオドラマ
- 異人たちとの夏(2017年7月27日、8月3日 FMシアター、NHK-FM)

### 舞台
- 逢びき
- 遠山の金さん
- 徳川の夫人たち（東京宝塚劇場）
- アガサ・クリスティ劇場「ねずみとり」
- プラトーノフ
- そして誰もいなくなった（2005年） - 共演：山口祐一郎、匠ひびき

### その他のテレビ番組
- なるほど!ザ・ワールド（CX） - レポーター
- クイズ日本人の質問（NHK総合）
- クイズ面白ゼミナール（NHK総合）
- オトナの遊び時間（NHK総合）
- この人と語ろう（NHK総合）
- ETV8（NHK教育）
- 熱中時間 忙中"趣味"あり（NHK-BS2）
- 平成古寺巡礼（NHK-BS2）
- 美女紀行・E湯・E味（ANB）
- 朝だ!生です旅サラダ（ABC）
- いい旅・夢気分（TX）
- SAKAIです〜デザートーク〜（NTV）
- 大学の窓（放送大学）

ほか多数